# رولف ماير (سياسي)
رولف ماير هو سياسي نرويجي، ولد في 31 أكتوبر 1939. نشط حزبياً في الحزب الديمقراطي المسيحي. وقد انتخب mayor of Molde ‏ (1998 – 2003) وانتخب mayor of Molde ‏ (1990 – 1993) وانتخب mayor of Molde ‏ (1984 – 1985).